# 杉谷とうがらし

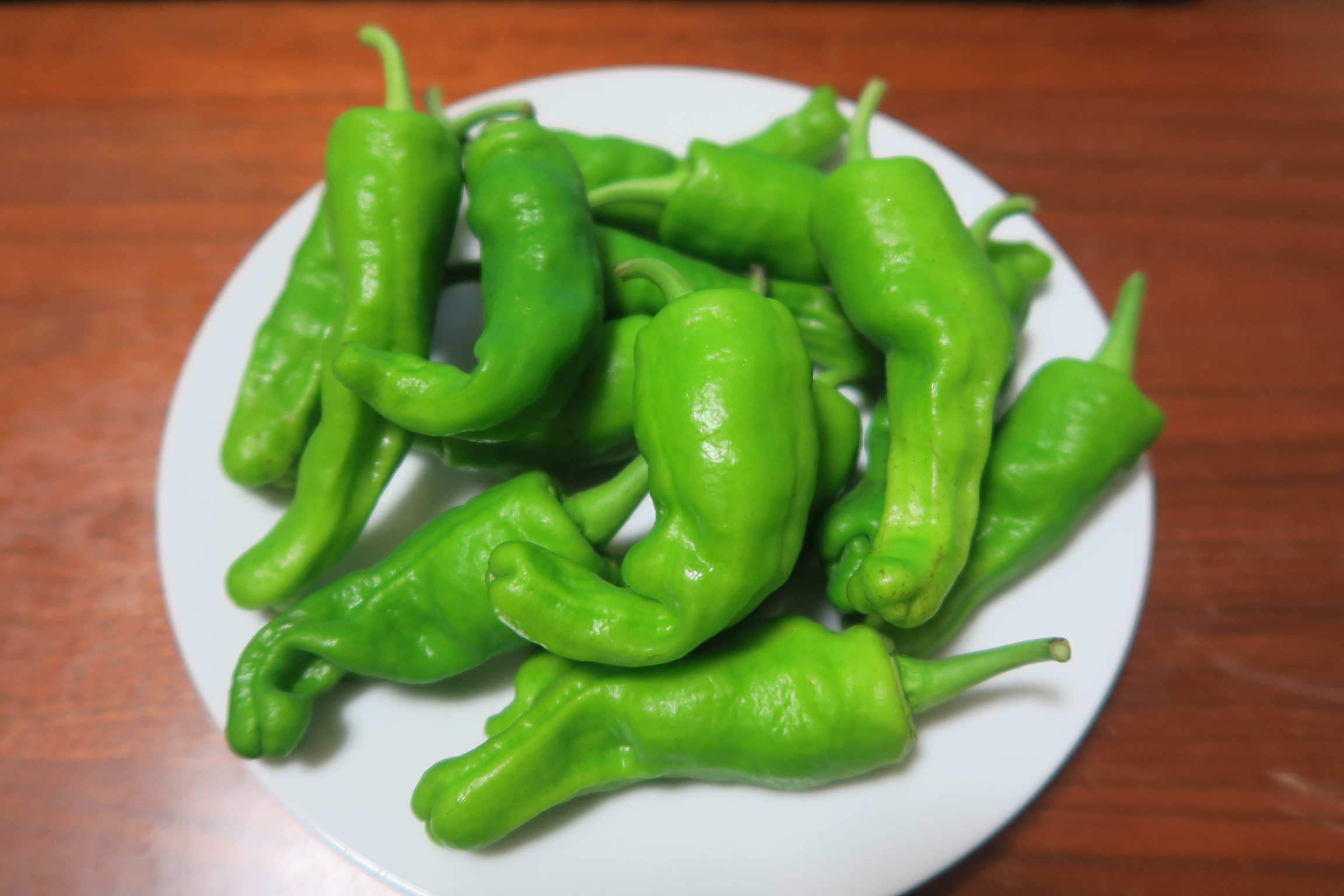
杉谷とうがらし

杉谷とうがらし（すぎたにとうがらし）は、滋賀県甲賀市甲南町杉谷地区周辺で江戸時代から栽培されているトウガラシの品種。

## 特徴
- 形がシシトウに似ているが、果皮が薄く、収穫時には9割以上の果実が先詰まりし、先が曲がるのが特徴[2]。
- トウガラシのイメージと違って辛くなく、癖が無くほのかに甘い[3]。
- 皮が非常に薄く、生でも食べられる。
- 主な収穫時期は7月上旬～10月（初霜まで）[1]。

## 産地
滋賀県甲賀市甲南町杉谷地区及びその周辺

## 利用法
サラダ、焼き物、炒め物や煮物などに適している。
アクが少ない若い葉は煮物にして食べられる。